# Șpîl, Bilopillea
Șpîl (în ucraineană Шпиль) este un sat în comuna Pavlivka din raionul Bilopillea, regiunea Sumî, Ucraina.

## Demografie
Componența lingvistică a localității Șpîl
     Ucraineană (95,65%)
     Rusă (4,35%)
Conform recensământului din 2001, majoritatea populației localității Șpîl era vorbitoare de ucraineană (95,65%), existând în minoritate și vorbitori de rusă (4,35%).